# Mantispa phaeonota
Mantispa phaeonota is een insect uit de familie van de Mantispidae, die tot de orde netvleugeligen (Neuroptera) behoort. 
Mantispa phaeonota is voor het eerst wetenschappelijk beschreven door Navás in 1933.